# Kom sol, kom regn
Chansons représentant la Norvège au Concours Eurovision de la chanson
Sommer i Palma
(1961) Solhverv
(1963)
Singles de Inger Jacobsen
Han er endelig, endelig min
(1961) Nå har jeg gjort hva som gjøres kan
(1962)
Kom sol, kom regn (« Que vienne le soleil, que vienne la pluie ») est une chanson écrite par Ivar Andersen, composée par Kjell Karlsen (en) et interprétée par la chanteuse norvégienne Inger Jacobsen, sortie en 1962.
C'est la chanson ayant été sélectionnée pour représenter la Norvège au Concours Eurovision de la chanson 1962 le 18 mars à Luxembourg.

## À l'Eurovision

### Sélection
Le 18 février 1962, ayant remporté le Melodi Grand Prix 1962, la chanson Kom sol, kom regn interprétée par Inger Jacobsen, est sélectionnée pour représenter la Norvège au Concours Eurovision de la chanson 1962 le 18 mars à Luxembourg.

### À Luxembourg
La chanson est intégralement interprétée en norvégien, langue officielle de la Norvège, comme le veut la coutume avant 1966. L'orchestre est dirigé par Øivind Bergh (en).
Kom sol, kom regn est la dixième chanson interprétée lors de la soirée du concours, suivant la chanson lauréate du concours Un premier amour d'Isabelle Aubret pour la France et précédant Le Retour de Jean Philippe pour la Suisse.
À l'issue du vote, elle obtient 2 points et se classe 10e — à égalité avec Vuggevise d'Ellen Winther pour le Danemark et Le Retour de Jean Philippe pour la Suisse — sur 16 chansons,.

## Liste des titres
| A1. | Kom sol, kom regn                   | Ivar Andersen, Kjell Karlsen |  |
| B1. | Nå har jeg gjort hva som gjøres kan | Juul Hansen                  |  |

## Historique de sortie
| Pays    | Date | Format   | Label    |
| ------- | ---- | -------- | -------- |
| Norvège | 1962 | 45 tours | Columbia |